# Sarà per sempre
Sarà per sempre (Stolen Innocence) è un film per la televisione del 1995, diretto da Bill Norton e interpretato da Thomas Calabro e Tracey Gold. Trae vaga ispirazione da eventi realmente accaduti negli Stati Uniti orientali nel 1987.

## Trama
Stacy Sapp lascia la casa dov'è cresciuta e si avventura sulla strada con una compagna, non potendone più delle troppe critiche della madre e della notevole pigrizia del padre. Ben presto Stacy si trova da sola perché la sua amica decide all’improvviso di tornare a casa, e così, nel tentativo di fare la stessa cosa, diventa amica dell'attraente Richard Brown, ex militare, camionista e detenuto, che passa la maggior parte del tempo a viaggiare in giro per gli Stati Uniti. Stacy accetta ingenuamente di seguirlo e se ne innamora, ma non riflette sulla predisposizione innata dell'uomo a fare tutto ciò che non è ammesso dalla legge.